# Distrito Escolar Independiente y Consolidado de Rio Grande City
El Distrito Escolar Independiente y Consolidado de Rio Grande City (Rio Grande City Consolidated Independent School District, RGCCISD) es un distrito escolar de Texas. Tiene su sede en Rio Grande City.
El consejo escolar tiene un presidente, un vicepresidente, un secretario, y cuatro miembros.